# Tirteo
Tirteo (Τυρταίος: Esparta, siglo VII a. C.) fue un poeta griego que escribió en dialecto jónico.

## Biografía
Floreció en la segunda mitad del siglo VII a. C. Se duda de si era espartano de origen o de adopción, ya que se cree que nació en el Asia Menor, en Mileto, se le tuvo por el poeta nacional de Esparta. Combatió durante la segunda Guerra Mesenia (ca. 650 a. C.). Compuso en dialecto jónico-homérico rico en dorismos cinco libros de elegías que, como las de Calino, presentan contenido y forma muy determinados por la épica. Según los alejandrinos, comprendían Eunomia ("Buen gobierno"), una larga elegía que exalta la constitución espartana y exhorta a los ciudadanos a la concordia y a mantenerla íntegra para el bien común: Embatèria, cantos marciales en anapestos; Hypotekai, exhortaciones a la lucha y al valor según la virtud dórica; Politeia (Constitución), un elogio de los valores civiles y religiosos de la constitución de Licurgo. De todas estas obras quedan sólo fragmentos bastante amplios, un total de 230 versos en los cuales podemos leer el elogio de la muerte en batalla por la patria, la descripción del combatiente valeroso y la exaltación de la constitución espartana.
Las elegías de Tirteo, de gran elevación y tono firme y severo, caracterizaban el elogio del valor guerrero y la vigorosa afirmación del ideal moral de la patria espartana y de las celebraciones de la muerte por ella. A diferencia de Homero, que exalta el valor individual, Tirteo habla del valor colectivo; la ciudad impone a sus ciudadanos obediencia y sacrificio civil por bien de la patria. El heroísmo que propone no se funda en gestas personales, sino en acciones disciplinadas de las tropas, acciones requeridas por la nueva táctica hoplítica. Por estos motivos sus cantos de guerra o peanes tuvieron gran fortuna en toda la Grecia y fueron cantados en las escuelas y en los campamentos. No hay, en verdad, grandes dones poéticos, pero sus versos elementales suscitan sentimientos de virtud, se usaron también para alimentar el patriotismo en la batalla y el sacrificio por la patria. "Para un valiente es hermoso caer muerto en la primera línea de la lucha"
Los espartanos acatando el oráculo, acudieron a los atenienses para que les proveyeran un general que les dirigiera en batalla contra los mesenios, quienes en burla les enviaron a Tirteo, maestro de escuela, nacido en Aphidne, Ática, cojo y tuerto, recibido entonces con desprecio. Pronto Tirteo se ganó el favor de los espartanos con sus buenos consejos, que a la postre gracias a sus elegías y arengas guerreras lo convirtieron en un héroe, luego de promover el vigor y la firmeza, virtudes Espartanas, hablándoles de la deshonra de la huida y el deshonor de la herida por la espalda, complementos de los honores de la muerte y los lauros del triunfo.

## Traducciones al español
- Anacreonte, Safo y Tirteo, traducidos del griego en prosa y verso castellano, por D. José del Castillo y Ayensa. Imprenta Real. Madrid. 1852.
- Traducción inédita, Fragmentos de Tirteo, traduc. del gr. en verso endecasílabo, por D. José Antonio Conde. Ms. de la Bibliot. de la Acad. de la Hist.
- Juan Manuel Rodríguez Tobal: El ala y la cigarra. Fragmentos de la poesía arcaica griega no épica. Edición bilingüe. Hiperión. Madrid. 2005.
- Carlos García Gual: Antología de la poesía lírica griega. Alianza Editorial. Madrid.
- Joan Ferraté: Líricos griegos. Ed. El Acantilado. Barcelona.
- Emilio Suárez de la Torre: Antología de la lírica griega arcaica. Ed. Cátedra. Madrid.
- Emilio Suárez de la Torre: Yambógrafos griegos. Gredos.
- Francisco Rodríguez Adrados: Líricos griegos elegiacos y yambógrafos arcaicos . Edición bilingüe. Ed. Alma Mater.